# 18638 Nouet
18638 Nouet este o planetă minoră (asteroid), cu un diametru de 8,675 km, din centura de asteroizi. A fost descoperită pe 2 martie 1998 la observatoire de la Côte d'Azur⁠(d) de OCA-DLR Asteroid Survey⁠(d) și a fost numită după Nicolas-Antoine Nouet. 
Obiectul prezintă o orbită caracterizată de o semiaxă mare de 2,6498572 UAi, o excentricitate de 0,1781, o înclinație de 9,41941 ° în raport cu ecliptica.